# Yarael Poof
Yarael Poof a Csillagok Háborúja (eredeti címén Star Wars) világában szereplő fiktív karakter. 
Yarael Poof a Quermiáról származó Jedi mester. A klónok háborúját megelőző időkben és a Csillagok háborúja I: Baljós árnyak idején tisztelt tagja volt a Jeditanácsnak. A benne rejlő erőt leginkább gyógyítási és elmemanipulálási célokra használta.  
A quermiaiak fajának tagjaként szokatlanul hosszú lába, teste és nyaka van, teljes testmagassága elérte a 2,64 métert. Teste teljes egészében szőrtelen volt, bőre sápadt fehér, szeme élénkvörös színű. Két aggyal rendelkezett: az egyik a koponyájában, másik a mellkasában volt található. Poofnak négy keze volt, de ebből kettőt általában köpenye alatt rejtegetett. 
Yarael Poof volt a legmagasabb rangú Jedi a nabooi invázió idején a rendbe belépő négy quermiai közül és Y. e. 27-ben feláldozta életét a coruscanti polgárok védelmében. Teste a Jedi Templom máglyáján való elégetés által újraegyesült az Erővel.